# 篠原くにこ
篠原 くにこ（しのはら くにこ、1947年6月25日 - ）は、日本の女性編み物講師、ニットデザイナー。
NPO法人「日本ゆび編み協会」会長。

## 来歴
東京都出身。駒澤大学法学部法律学科卒業。大学卒業後、家業の服飾業を手伝う。それがきっかけで小さな手芸店を経営。その傍ら、手芸教室やニットデザインスクールなどに通ううちに次第に手編みに興味を持つ。
1982年「全国あみものコンクール」で1位となり、同年、手編み教室「毛糸小屋」を設立し編み物教室の講師として活動。
1988年には「日本ヴォーグ手編み師範」を取得。
男性向けの編み物教室で参加者が編み棒をうまく扱えなかったのを見た篠原が編み棒を使わず指で編む方法を考案した。新宿高野社長室長の天野秀治（1914年8月2日 - 2009年3月11日）が篠原に「手で編んでみたら」と提案したことがきっかけとなり、独自のゆび編みの技法を生み出すことになった。指で編むための様々な技術や作品を生み出し、ゆび編みを広める。多数の本を出版すると同時に、テレビなどメディアにも数多く出演。
2003年にはNPO法人「日本ゆび編み協会」を設立し理事長に就任。
朝日カルチャーセンターなどでゆび編み講師を務めるほか、ニットデザイナーとしても活躍
。
著書に「ひとりであめちゃうカンタン！こどものゆびあみ」「ゆび編みニットで作るかわいい猫グッズ」「脳が若返る！楽しいゆび編み―毛糸があればすぐできる！」など。

## ゆび編み
編み棒や機械を使わず、もっぱら手指を用いて編み物を編む技法。カギ編み、アフガン編み、メリヤス編み、リリヤン編みの技法が確立されている。篠原のほか、2001年前後に広瀬光治による指編み作品や書籍が発表され、山本紀久子（茨城大学名誉教授）によりねじりメリヤス編み、軍手編み技法が開発されている。
視力の低下した高齢者にとって編目が大きいためリハビリテーションに適している。

## 著書
- 『ゆびで編む―マフラー・ぼうし』星の環会、1997年10月。ISBN 978-4892942419。
- 『ゆびで編む〈パート2〉』星の環会、1998年3月。ISBN 978-4892942426。
- 『はじめてのゆび編み』日本ヴォーグ社、1999年7月1日。ISBN 978-4529032582。
- 『ひとりでできるよ!こどものゆびあみ』ブティック社、1999年9月。ISBN 978-4834761535。
- 『健康のためのゆび編み』ブティック社、1999年9月。ISBN 978-4834714630。
- 『四季のゆび編み―春夏・秋冬の手編み糸で作る』ブティック社、2000年4月。ISBN 978-4834715330。
- 篠原くにこ、日下部拓海『かわいいゆび編み―まんがでレッスン』辰巳出版、2000年8月。ISBN 978-4886415356。
- 『楽しいゆびあみ―あんで、着て、プレゼントに、3世代ニット』主婦の友社、2000年12月。ISBN 978-4072295823。
- 『みんなのゆびあみ―メチャかわいい!メチャおもしろい!』主婦の友社、2001年8月。ISBN 978-4072313725。
- 『篠原くにこのかんたん指編み』ブティック社、2001年9月。ISBN 978-4834762440。
- 『ゆびあみはじめてレッスン―ゆび先であむ健康手芸 子どもからお年よりまで』主婦の友社、2003年8月31日。ISBN 978-4072395349。
- 『指編みのニット小物―既刊掲載人気作品集』ブティック社、2003年9月。ISBN 978-4834763256。
- 『ひとりでできるこどものゆびあみ』ブティック社、2006年9月8日。ISBN 978-4834764383。
- 『楽しい・かわいいゆび編み』成美堂出版、2006年9月。ISBN 978-4415103747。
- 『みんなのゆび編み―楽しく編んで脳力アップ』日本ヴォーグ社、2006年10月。ISBN 978-4529043182。
- 『ぬくもりの広がるやさしいゆび編み』パッチワーク通信社、2007年11月。ISBN 978-4863220218。
- 『かんたん&かわいいこどものゆびあみ―ひとりであめちゃう!!』ブティック社、2009年9月。ISBN 978-4834765199。
- 篠原くにこ、川島隆太『脳力を鍛えるゆび編みレッスン』宝島社、2008年9月13日。ISBN 978-4796661737。
- 篠原くにこ、川島隆太『脳力を鍛えるゆび編みレッスン 2』宝島社、2009年9月14日。ISBN 978-4796672306。
- 『だれでもあめちゃう! ! こどものゆびあみ』ブティック社、2012年8月31日。ISBN 978-4834765991。
- 『おばあちゃまのゆび編み』ブティック社、2012年10月10日。ISBN 978-4834734867。
- 篠原くにこ（編纂）『おしゃれでかわいい大人のゆび編み』パッチワーク通信社、2012年10月22日。ISBN 978-4863224179。
- 『脳が若返る! 楽しいゆび編み』日東書院本社、2015年10月15日。ISBN 978-4528020504。

### 指導・作品提供
- 『新・たのしいジュニア手芸 (2)』学習研究社、2001年2月。ISBN 978-4055004459。 作品デザイン・製作
- 『NHK ひとりでできるもん！はじめての手芸・工作』日本放送出版協会、2000年3月20日。ISBN 978-4149103716。 手芸・工作指導

### その他
- 『家の光』2012年不明号掲載（2012年 家の光協会）

## 主な出演

### メディア
- おしゃれ工房（NHK教育、1999年10月）[12]
- こんにちはいっと6けん（NHK総合（首都圏）、1999年10月）[2]
- おもいッきりテレビ（日本テレビ、1992年2月）[2]
- ズームイン!!朝!（日本テレビ、1992年2月）

### 参加イベント
- 「ゆび編み作品展 - リリアン編みで創る動物たち」 新宿高野ギャラリー、2002年1月24日 - 29日[13]